# Laveline-du-Houx
Pour les articles homonymes, voir Laveline et Houx (homonymie).
Laveline-du-Houx est une commune française située dans le département des Vosges, en région Grand Est.
Ses habitants sont nommés Lavelinois et Lavelinoises.

## Géographie

### Localisation

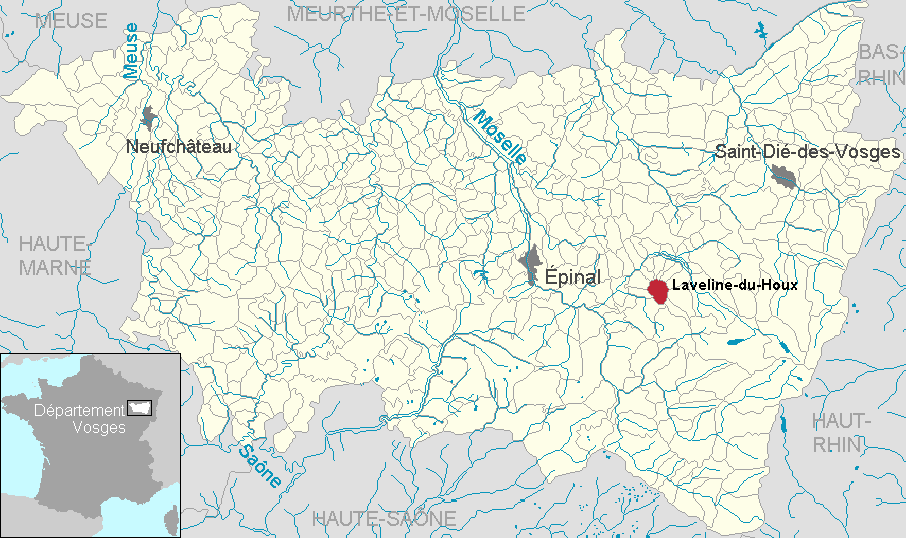
Localisation dans le département.

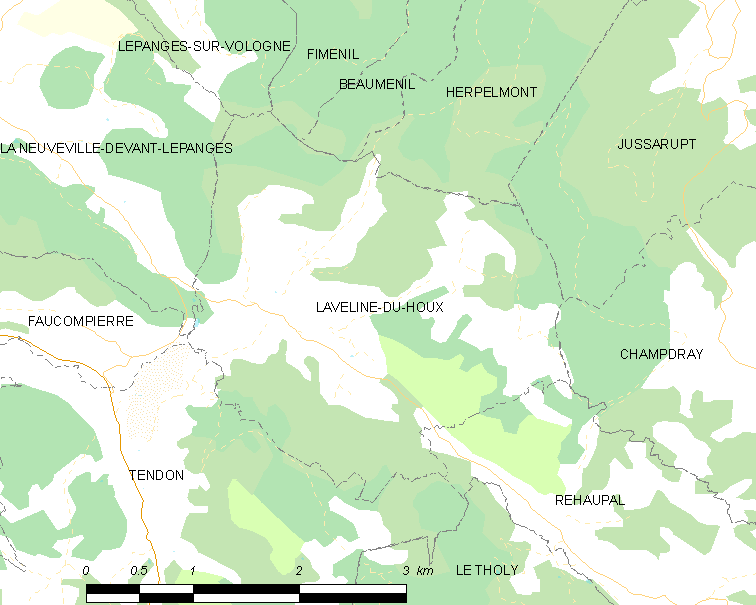
Situation géographique de Laveline-du-Houx.

Le village est traversé par le Barba, un affluent de rive gauche de la Vologne. Il est constitué de plusieurs hameaux : Laveline et Houx dans la vallée, Genestat, Faing Neuf, le Grand Écart, Hérigoutte et Menémont sur les pentes douces de son adret.
Le point culminant est situé aux confins nord-est de la commune, en direction de Jussarupt.

### Géologie et relief
La commune se compose de 356,71 hectares de territoires agricoles (42,82 %) et 476,60 hectares de forêts et milieux semi-naturels (57,21 %).
Espaces naturels :
- Un espace protégé hors Natura 2000 :

La Bouyère.
- Trois zones naturelles d'intérêt écologique, faunistique et floristique (Znieff) :

Tourbière de la Bouyère à Jussarupt,
Massif vosgien,
Ruisseaux Le Barba, la Hutte, Les Spaxe et affluents au nord et ouest du Tholy.
| Lépanges-sur-Vologne                       | Fiménil Beauménil Herpelmont | Jussarupt |
| La Neuveville-devant-Lépanges Faucompierre | Laveline-du-Houx             | Champdray |
| Tendon                                     |                              | Rehaupal  |

### Hydrographie et les eaux souterraines
Hydrogéologie et climatologie : Système d’information pour la gestion des eaux souterraines du bassin Rhin-Meuse :
Territoire communal : Occupation du sol (Corinne Land Cover); Cours d'eau (BD Carthage),
Géologie : Carte géologique; Coupes géologiques et techniques,
 Hydrogéologie : Masses d'eau souterraine; BD Lisa; Cartes piézométriques.
La commune est située dans le bassin versant du Rhin au sein du bassin Rhin-Meuse. Elle est drainée par le ruisseau Le Barba, le ruisseau de Christele Pierre, le ruisseau de Herigoutte, le ruisseau de la Grande Carre et le ruisseau de Malenru,.
Le Barba, d'une longueur totale de 15,7 km, prend sa source dans la commune de Liézey et se jette dans la Vologne à Docelles, après avoir traversé huit communes.

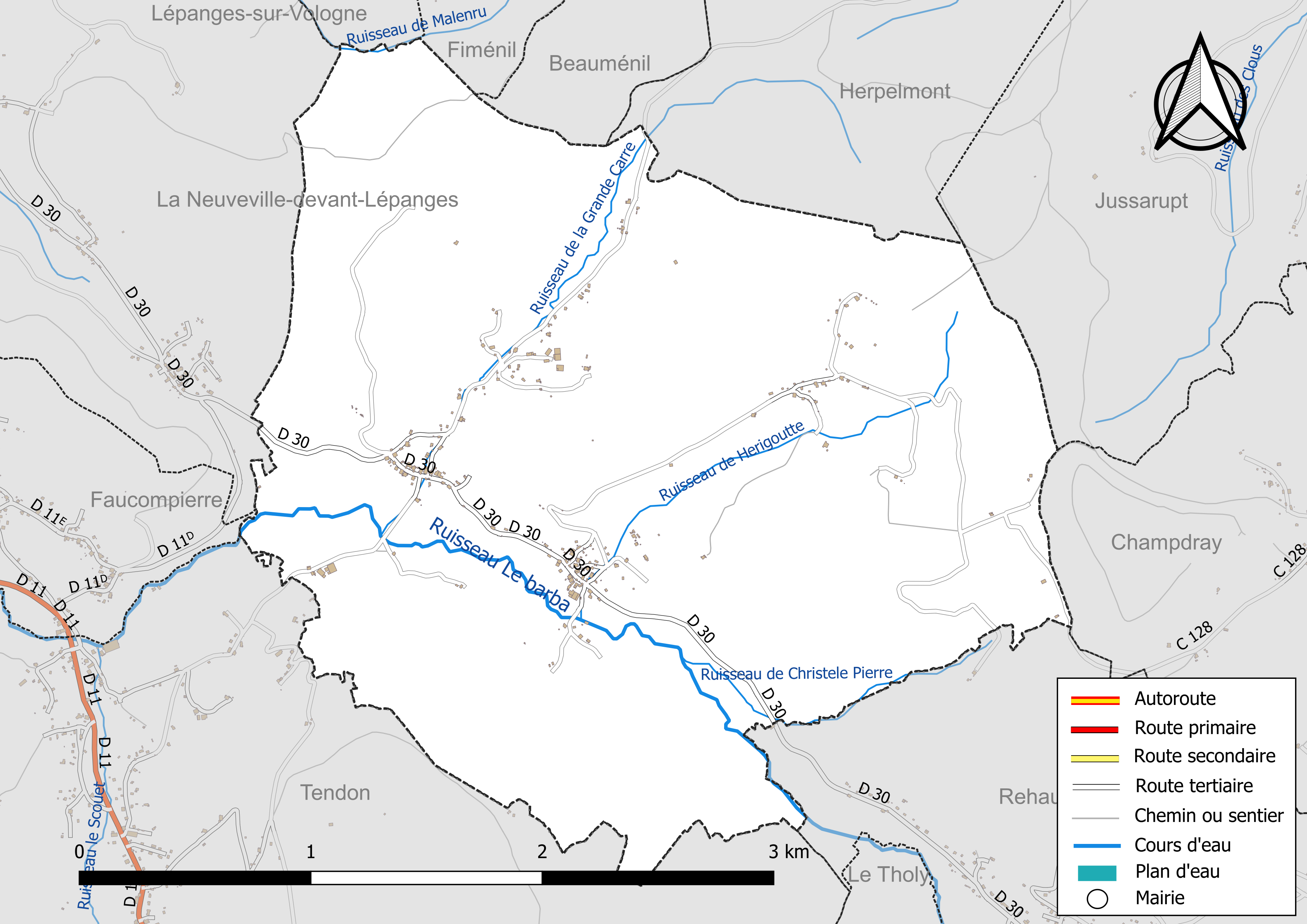
Réseaux hydrographique et routier de Laveline-du-Houx.

La qualité des eaux de baignade et des cours d’eau peut être consultée sur un site dédié géré par les agences de l’eau et l’Agence française pour la biodiversité.

### Climat
Pour des articles plus généraux, voir Climat du Grand Est et Climat des Vosges.
En 2010, le climat de la commune est de type climat de montagne, selon une étude du Centre national de la recherche scientifique s'appuyant sur une série de données couvrant la période 1971-2000. En 2020, Météo-France publie une typologie des climats de la France métropolitaine dans laquelle la commune est exposée à un climat semi-continental et est dans la région climatique Vosges, caractérisée par une pluviométrie très élevée (1 500 à 2 000 mm/an) en toutes saisons et un hiver rude (moins de 1 °C).
Pour la période 1971-2000, la température annuelle moyenne est de 9,1 °C, avec une amplitude thermique annuelle de 16,9 °C. Le cumul annuel moyen de précipitations est de 1 553 mm, avec 13,4 jours de précipitations en janvier et 11,4 jours en juillet. Pour la période 1991-2020, la température moyenne annuelle observée sur la station météorologique de Météo-France la plus proche, « Le Roulier_sapc », sur la commune du Roulier à 7 km à vol d'oiseau, est de 10,2 °C et le cumul annuel moyen de précipitations est de 1 000,2 mm. 
La température maximale relevée sur cette station est de 38,1 °C, atteinte le 25 juillet 2019 ; la température minimale est de −18,3 °C, atteinte le 20 décembre 2009,,.
Les paramètres climatiques de la commune ont été estimés pour le milieu du siècle (2041-2070) selon différents scénarios d'émission de gaz à effet de serre à partir des nouvelles projections climatiques de référence DRIAS-2020. Ils sont consultables sur un site dédié publié par Météo-France en novembre 2022.

## Urbanisme

### Typologie
Au 1er janvier 2024, Laveline-du-Houx est catégorisée commune rurale à habitat dispersé, selon la nouvelle grille communale de densité à sept niveaux définie par l'Insee en 2022.
Elle est située hors unité urbaine et hors attraction des villes,.

### Occupation des sols
L'occupation des sols de la commune, telle qu'elle ressort de la base de données européenne d’occupation biophysique des sols Corine Land Cover (CLC), est marquée par l'importance des forêts et milieux semi-naturels (57,3 % en 2018), une proportion sensiblement équivalente à celle de 1990 (56,7 %). La répartition détaillée en 2018 est la suivante :
forêts (57,3 %), prairies (36,5 %), zones agricoles hétérogènes (6,2 %). L'évolution de l’occupation des sols de la commune et de ses infrastructures peut être observée sur les différentes représentations cartographiques du territoire : la carte de Cassini (XVIIIe siècle), la carte d'état-major (1820-1866) et les cartes ou photos aériennes de l'IGN pour la période actuelle (1950 à aujourd'hui).

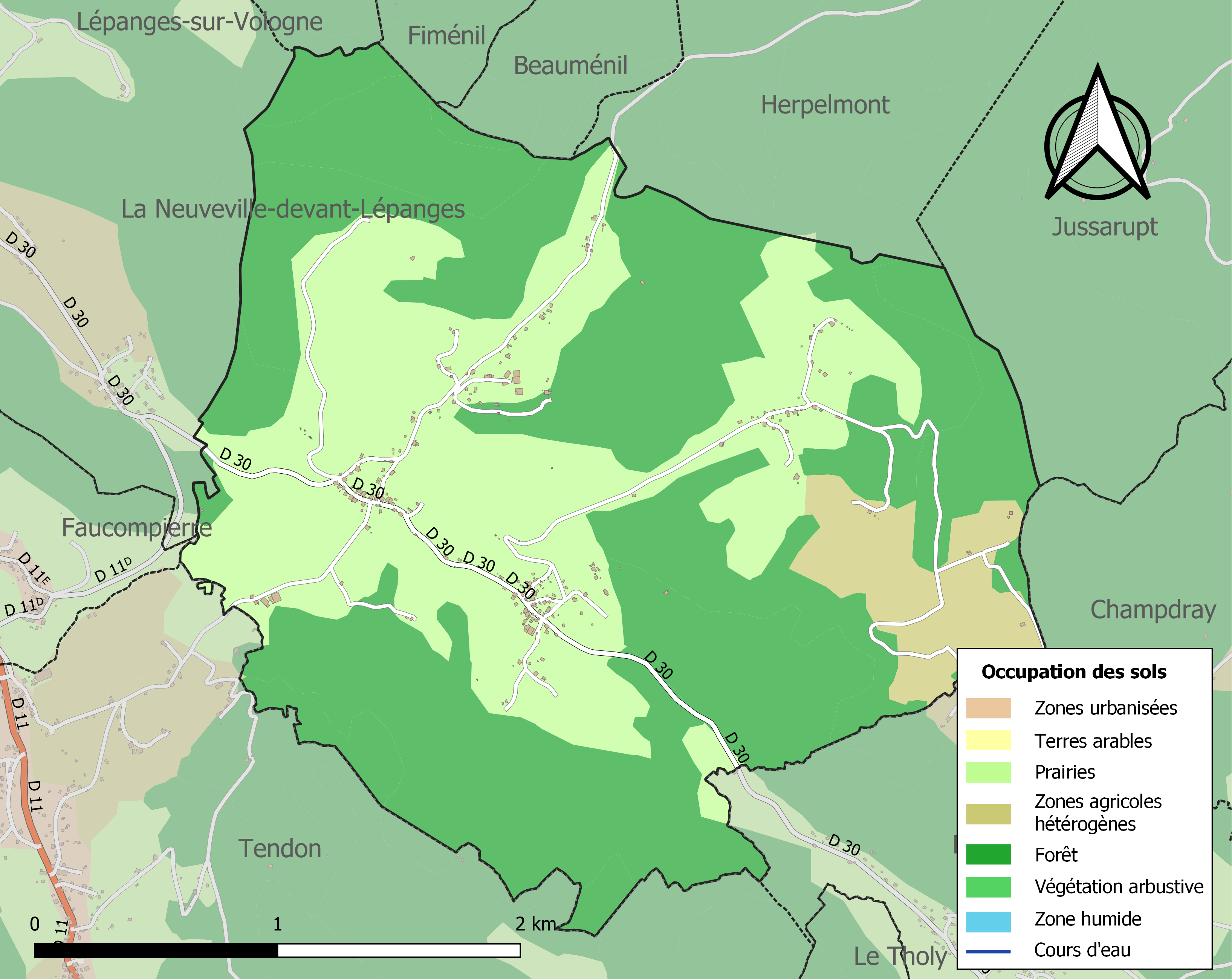
Carte des infrastructures et de l'occupation des sols de la commune en 2018 (CLC).

### Voies de communications et transports

#### Voies routières
La commune est à 3,0 km de Faucompierre, 3,1 de Tendon, 3,6 de Rehaupal, 4,0 de La Neuveville-devant-Lépanges et 11,3 de Bruyères.

#### Transports en commun

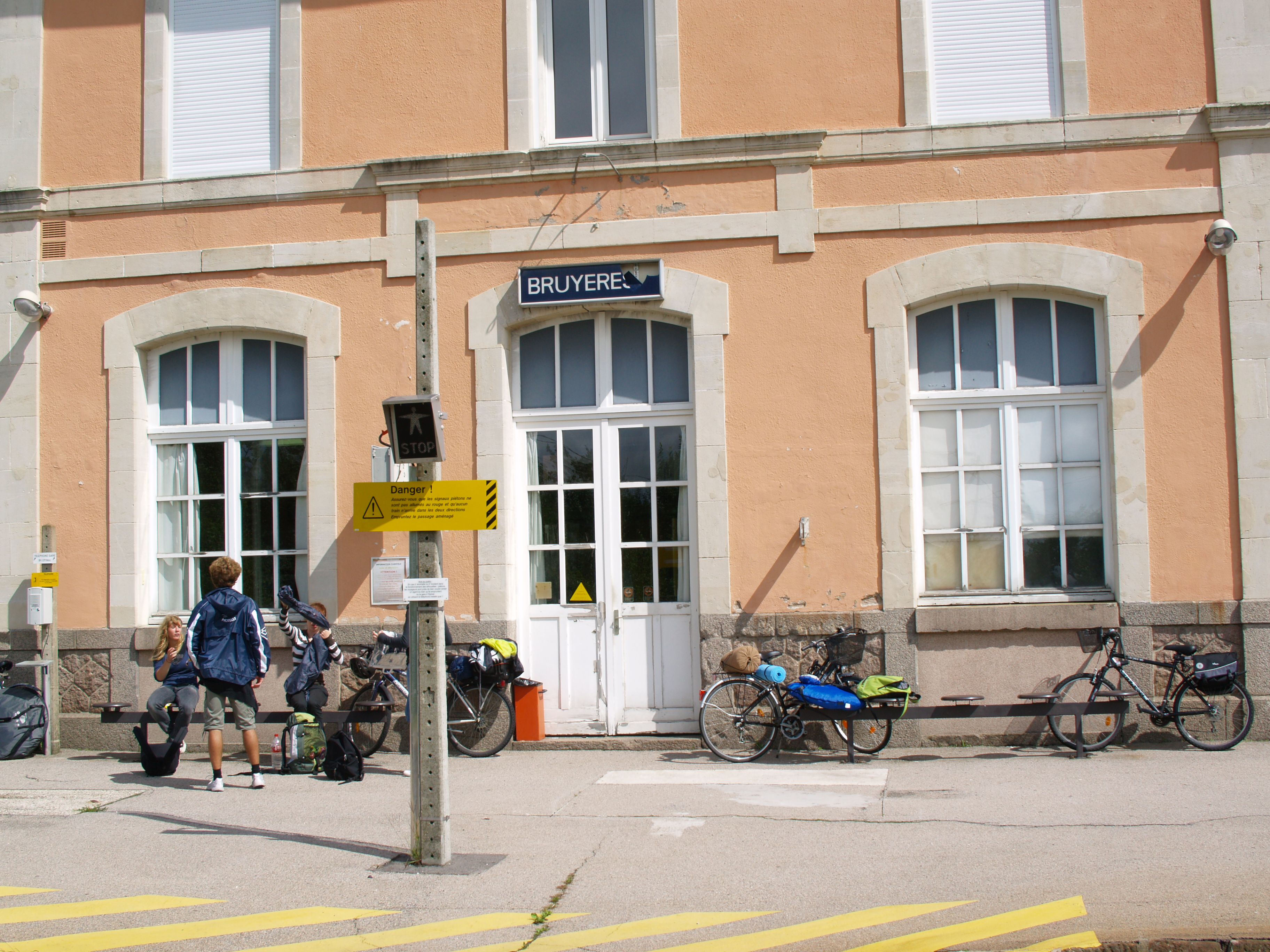
Gare de Bruyères.

- Fluo Grand Est.

#### Lignes SNCF
- Gare de Bruyères

#### Transports aériens
- L'Aéroport d'Épinal-Mirecourt « Vosges Aéroport ».

À partir de l'été 2021, l’aéroport d’Épinal-Mirecourt est devenu le "pélicandrome" de la Zone Est et servira ainsi de base de ravitaillement et d’intervention pour les avions bombardiers d’eau connus sous le nom de Dash 8.
- Aéroport de Colmar - Houssen

## Toponymie
Le nom de la localité est attesté sous les formes Lauvelinne de Hout (1434) ; Leauvellinne de Houx (1580) ; Leaveline de Houx (1594) ; La Veline (1656) ; Laveline de Houx (1779).

Déformation de la racine aqua, fréquente dans les lieux où passent des ruisseaux. Sur un ruisseau appelé : Ruisseau de Laveline, affluent gauche de la Vologne à Docelles ; De l,adjectif féminin latin aquilina, (aqua) « eau brun foncé , noirâtre » , pour désigner d'abord le cours d'eau, puis le village ; attraction de l,oïl aveline « noisette », peut-être pour la couleur de l'eau. L,avelinier est le noisetier lorrain. Laveline serait issu de lav (amas de rochers); l,étymologie du nom de la localité vient d'amas d'eaux encore existants, ou d'étangs. 
Dans la moitié de la France qui est au nord de la ligne Nantes-Vosges, le nom commun houx, d'origine germanique, est courant. Il s'est figé dans quelques noms de lieux.

## Histoire
Jehan du Houx, chevalier, obtient le 25 novembre 1341 du duc de Lorraine Raoul de Lorraine, des lettres patentes confirmant l'acquisition des biens situés aux lieux du Houx et de Laveline faite par lui sur l'abbaye de Chaumousey.
Le toponyme de Laveline-du-Houx (Laveline de Hout) est attesté au moins en 1434.
Laveline-du-Houx faisait partie du ban de Tendon et dépendait de la paroisse de Saint-Jean-du-Marché.
De 1790 à l'an IX, Laveline-du-Houx a fait partie du canton de Docelles.

## Politique et administration

### Découpage territorial
Par arrêté préfectoral du 15 septembre 2023, la commune est retirée le 1er janvier 2024 de l'arrondissement d'Épinal et rattachée à l'arrondissement de Saint-Dié-des-Vosges.

### Liste des maires
| Période                                  | Période                    | Identité           | Étiquette | Qualité                        |
| ---------------------------------------- | -------------------------- | ------------------ | --------- | ------------------------------ |
| Les données manquantes sont à compléter. |                            |                    |           |                                |
| mars 2001                                | mars 2008                  | Bernard Balland    |           |                                |
| mars 2008                                | 05 mai 2020                | Michel Boca        |           |                                |
| 05 mai 2020                              | En cours (au 21 mars 2025) | Pascal Parmentelat |           | Cadre de la fonction publique, |

### Budget et fiscalité 2023
En 2023, le budget de la commune était constitué ainsi :
- total des produits de fonctionnement : 197 000 €, soit 940 € par habitant ;
- total des charges de fonctionnement : 175 000 €, soit 834 € par habitant ;
- total des ressources d'investissement : 55 000 €, soit 262 € par habitant ;
- total des emplois d'investissement : 114 000 €, soit 541 € par habitant ;
- endettement : 114 000 €, soit 541 € par habitant.

Avec les taux de fiscalité suivants :
- taxe d'habitation : 18,09 % ;
- taxe foncière sur les propriétés bâties : 35,13 % ;
- taxe foncière sur les propriétés non bâties : 16,78 % ;
- taxe additionnelle à la taxe foncière sur les propriétés non bâties : 0,00 % ;
- cotisation foncière des entreprises : 0,00 %.

Chiffres clés Revenus et pauvreté des ménages en 2021 : médiane en 2021 du revenu disponible, par unité de consommation : 22 670 €.

## Population et société

### Démographie

#### Évolution démographique
L'évolution du nombre d'habitants est connue à travers les recensements de la population effectués dans la commune depuis 1793. Pour les communes de moins de 10 000 habitants, une enquête de recensement portant sur toute la population est réalisée tous les cinq ans, les populations de référence des années intermédiaires étant quant à elles estimées par interpolation ou extrapolation. Pour la commune, le premier recensement exhaustif entrant dans le cadre du nouveau dispositif a été réalisé en 2008.

En 2022, la commune comptait 207 habitants, en évolution de −7,17 % par rapport à 2016 (Vosges : −2,96 %, France hors Mayotte : +2,11 %).
| 1793 | 1800 | 1806 | 1821 | 1831 | 1836 | 1841 | 1846 | 1856 |
| ---- | ---- | ---- | ---- | ---- | ---- | ---- | ---- | ---- |
| 422  | 511  | 544  | 566  | 681  | 691  | 714  | 724  | 690  |

| 1861 | 1866 | 1876 | 1881 | 1886 | 1891 | 1896 | 1901 | 1906 |
| ---- | ---- | ---- | ---- | ---- | ---- | ---- | ---- | ---- |
| 651  | 667  | 633  | 580  | 560  | 508  | 470  | 462  | 428  |

| 1911 | 1921 | 1926 | 1931 | 1936 | 1946 | 1954 | 1962 | 1968 |
| ---- | ---- | ---- | ---- | ---- | ---- | ---- | ---- | ---- |
| 400  | 373  | 343  | 340  | 308  | 291  | 294  | 290  | 239  |

| 1975 | 1982 | 1990 | 1999 | 2006 | 2008 | 2013 | 2018 | 2022 |
| ---- | ---- | ---- | ---- | ---- | ---- | ---- | ---- | ---- |
| 182  | 193  | 201  | 207  | 219  | 222  | 232  | 205  | 207  |

### Enseignement
Établissements d'enseignements :
- Écoles maternelles et primaires à Rehaupal, Tendon, La Neuveville-devant-Lépanges, Lépanges-sur-Vologne, Granges-Aumontzey.
- Collèges à Le Tholy, Bruyères, Éloyes, Corcieux.
- Lycées à Bruyères, La Baffe, Gérardmer.

### Santé
Professionnels et établissements de santé :
- Médecins à Docelles, Granges-sur-Vologne, Laveline-devant-Bruyères, Le Tholy, Éloyes.
- Pharmacies à Docelles, Granges-sur-Vologne, Le Tholy, Éloyes, Bruyères.
- Hôpitaux à Bruyères, Gérardmer, Gerbépal, Épinal.
- Centre hospitalier Beatrix de Lorraine à Remiremont.

### Cultes
- Culte catholique, Paroisse de Saint Antoine en Vologne[38], Diocèse de Saint-Dié.

## Économie

### Entreprises et commerces

#### Agriculture
- Élevage de vaches laitières.
- Élevage de porcins.
- Élevage d'autres bovins et de buffles.
- Exploitation forestière.

#### Tourisme
- Hébergements et restauration à Laveline-du-Houx, Tendon, Rehaupal, Le Tholy.

#### Commerces
- Commerces et services de proximité[39].

## Culture locale et patrimoine

### Lieux et monuments
- Croix :

Croix rue de Laveline,
Croix 4, rue de Laveline,
Croix 22, rue de Laveline,
Croix Les Broches,
Croix 10, route de Hérigoutte,
Croix de Menémont,
Croix La Breuchotte,
Croix CD n° 30,
Croix route de Houx n° 1,
Croix de Corbes Champ,
Croix route de Houx n° 2,
Croix route de Houx n° 3.
- Monument aux morts[52],[53].

### Personnalités liées à la commune
- Médaillés de Sainte-Hélène[54] : Jean Nicolas Claudel, Eloi Begel, Pierre Gérard.

### Héraldique, logotype et devise
| Blason | Blasonnement : D’argent au filet en barre de sable accompagné en chef d’une coquerelle feuillée de sinople et fruitée d’or, et en pointe d’une branche de houx de sinople fruitée de gueules. Commentaires : Il s’agit d’armes parlantes associant l'aveline (la noisette ou coquerelle) et le houx. |

## Pour approfondir